# 歐陽夢旗
欧阳梦旗（？—？），清朝江西九江府彭泽县人。清朝政治人物、进士出身。

## 生平
乾隆六年举人，乾隆十年，登进士第三甲210名。官至南安府学教授。